# Hugo Fuchs (Skispringer)
Hugo Fuchs (* 20. Jahrhundert) ist ein ehemaliger deutscher Skispringer, der für die DDR startete.
Fuchs gab sein internationales Debüt am 29. Dezember 1956 beim Auftaktspringen zur Vierschanzentournee 1956/57 in Oberstdorf. Bei der Vierschanzentournee 1957/58 konnte er erstmals unter die besten zwanzig springen und erreichte nach einem zehnten Platz in Partenkirchen und einem elften Platz in Innsbruck sowie einem 22. Platz in Oberstdorf und dem 19. Platz in Bischofshofen am Ende den 11. Platz in der Tournee-Gesamtwertung. In Lahti erreichte er im gleichen Jahr bei der Nordischen Skiweltmeisterschaft 1958 punktgleich mit dem Schweden Holger Karlsson den 51. Platz. Bei der Vierschanzentournee 1958/59 konnte er an den Erfolg vom Vorjahr nicht mehr anknüpfen und erreichte mit dem 18. Platz in Oberstdorf dabei seine beste Platzierung. Am Ende stand er auf dem 33. Platz der Gesamtwertung.